# Discours de métaphysique

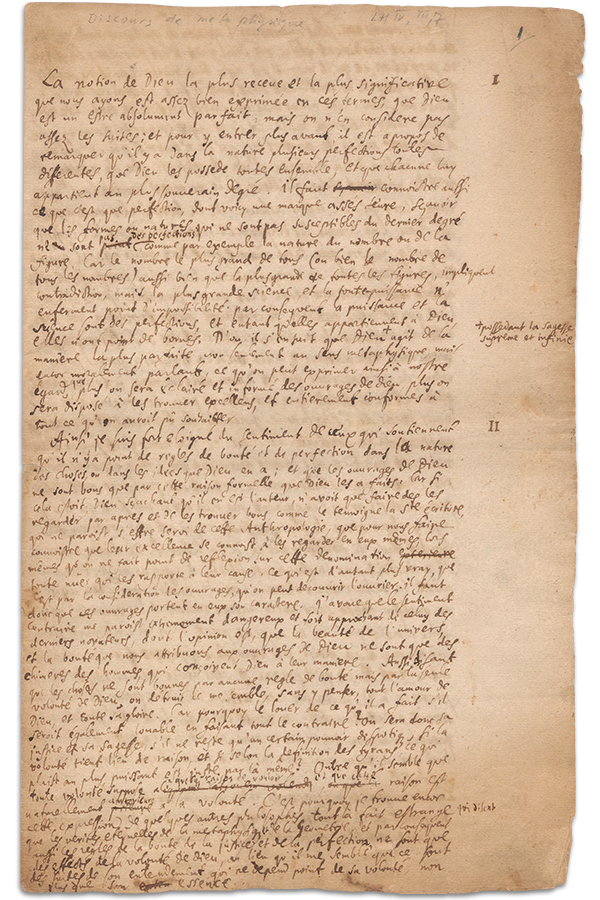
Première page du manuscrit

Le Discours de métaphysique (1686) est une œuvre de Leibniz dans laquelle il développe sa conception des substances, du mouvement et de la résistance des corps, ainsi que du rôle de Dieu au sein de l'univers. Il constitue le premier exposé d'ensemble de différentes thèses de Leibniz. Ce texte ne fut cependant jamais publié de son vivant.
Ce Discours, considéré par Belaval comme l'un de ses plus beaux textes, est soumis au janséniste Arnauld, avec lequel Leibniz entretiendra ensuite une correspondance. Cette même année 1686 où il publie son algorithme différentiel et intégral, ainsi que sa Démonstration courte de l'erreur mémorable de Descartes par laquelle il introduit l'exposé de ce qui deviendra sa théorie physique de l'activité de la matière, ou Dynamique, dont le Discours de métaphysique est aussi l'annonce.